# Huchnoor, Kushtagi
Huchnoor là một làng thuộc tehsil Kushtagi, huyện Koppal, bang Karnataka, Ấn Độ.